# Nguyên tử heli
Nguyên tử heli là nguyên tử đơn giản nhất kế tiếp sau nguyên tử hydro. Nguyên tử heli được cấu tạo từ hai electron quay quanh một hạt nhân chứa hai proton cùng với một hay hai neutron. Mô hình nguyên tử của Niels Bohr đã cho một lời giải thích rất chính xác về quang phổ của hydro, nhưng lại hoàn toàn bất lực trước heli. Cơ học lượng tử với công cụ mạnh là phương trình Schrödinger có thể cho lời giải chính xác đối với bài toán nguyên tử hydro nhưng cũng chỉ có thể giải gần đúng trường hợp của heli.

## Tổng quan
Toán tử Hamilton của nguyên tử heli được cho bởi
{\displaystyle H=-{\frac {\hbar ^{2}}{2\mu }}\nabla _{r_{1}}^{2}-{\frac {\hbar ^{2}}{M}}\nabla _{r_{1}}{\dot {\nabla }}_{r_{2}}-{\frac {Ze^{2}}{4\pi \epsilon _{0}r_{1}}}-{\frac {Ze^{2}}{4\pi \epsilon _{0}r_{2}}}+{\frac {e^{2}}{4\pi \epsilon _{0}r_{12}}}}
trong đó {\displaystyle \mu ={\frac {mM}{m+M}}} là khối lượng thu gọn của một electron đối với hạt nhân {\displaystyle r_{12}=|{\vec {r_{1}}}-{\vec {r_{2}}}|}.  Ta sẽ coi {\displaystyle M=\infty } để cho {\displaystyle \mu =m} và số hạng phân cực khối lượng {\displaystyle {\frac {\hbar ^{2}}{M}}\nabla _{r_{1}}{\dot {\nabla }}_{r_{2}}} biến mất. 
Để đơn giản, phương trình Schrödinger được viết trong hệ đơn vị nguyên tử (a.u.) như sau
{\displaystyle H\Psi ({\vec {r}}_{1},\,{\vec {r}}_{2})={\Bigg [}-{\frac {1}{2}}\nabla _{r_{1}}^{2}-{\frac {1}{2}}\nabla _{r_{2}}^{2}-{\frac {Z}{r_{1}}}-{\frac {Z}{r_{2}}}+{\frac {1}{r_{12}}}{\Bigg ]}\Psi ({\vec {r}}_{1},\,{\vec {r}}_{2})}
(Ta đã sử dụng ký hiệu {\displaystyle \Psi } (viết hoa) cho hàm sóng toàn phần của nguyên tử và sẽ dùng ký hiệu {\displaystyle \psi } (thường) cho hàm sóng của một electron.)
Sự hiện diện của số hạng tương tác electron-electron {\displaystyle {\frac {1}{r_{12}}}} làm cho phương trình này không thể phân li được do Hamiltonian của hệ không thể viết được dưới dạng tổng của các Hamiltonian cho mỗi electron dẫn đến hàm sóng nguyên tử {\displaystyle \Psi ({\vec {r}}_{1},\,{\vec {r}}_{2})} không thể viết được dưới dạng một tích đơn giản duy nhất của các hàm sóng một electron. Điều này nghĩa là hàm sóng bị "vướng" (vướng lượng tử). Các phép đo không thể được thực hiện trên một hạt mà không gây ảnh hưởng tới hạt kia. Tuy nhiên bài toán nguyên tử heli vẫn có thể được giải gần đúng bằng các phương pháp như phương pháp Hartree-Fock.

## Phương pháp Hartree-Fock
Phương pháp Hartree-Fock được sử dụng cho nhiều hệ thống nguyên tử khác nhau. Bài toán nhiều hạt đối với nguyên tử heli và một số ít hệ nhiều electron khác có thể giải khá chính xác. Thí dụ như trạng thái cơ bản của heli được tính toán chính xác tới 15 con số sau dấu phẩy! Trong lý thuyết Hartree-Fock, các electron trong nguyên tử được giả định là chuyển động trong một trường lực hiệu dụng tạo bởi hạt nhân và những electron còn lại gọi là trường tự hợp SCF.
Toán tử Hamilton cho heli với 2 electron có thể được viết dưới dạng:
{\displaystyle H=H^{(0)}+H^{(1)}}
trong đó Hamiltonian không nhiễu loạn bậc không là
{\displaystyle H^{(0)}=-{\frac {1}{2}}\nabla _{r_{1}}^{2}-{\frac {1}{2}}\nabla _{r_{2}}^{2}-{\frac {Z}{r_{1}}}-{\frac {Z}{r_{2}}}}
Trong khi số hạng nhiễu loạn:
{\displaystyle H^{(1)}={\frac {1}{r_{12}}}}
là tương tác electron-electron.
{\displaystyle H^{(0)}} chính là tổng của hai toán tử Hamilton dạng hydro (một hạt nhân, một electron):
{\displaystyle H^{(0)}=\sum _{i=1}^{2}{\hat {h}}_{i}={\hat {h}}_{1}+{\hat {h}}_{2}}
trong đó 
{\displaystyle {\hat {h}}_{i}=-{\frac {1}{2}}\nabla _{r_{i}}^{2}-{\frac {Z}{r_{i}}},i=1,2}
Eni, các trị riêng năng lượng và {\displaystyle \psi _{n,l,m}({\vec {r}}_{i})}, hàm riêng tương ứng của Hamiltonian dạng hydro là các hàm riêng và trị riêng đã chuẩn hóa. Như vậy:
{\displaystyle {\hat {h}}_{i}\psi _{n,l,m}({\vec {r_{i}}})=E_{n_{i}}\psi _{n,l,m}({\vec {r_{i}}})}
trong đó
{\displaystyle E_{n_{i}}=-{\frac {1}{2}}{\frac {Z^{2}}{n_{i}^{2}}}a.u.}
Bỏ qua số hạng tương tác đẩy giữa hai electron, phương trình Schrödinger cho phần không gian của hàm sóng hai electron sẽ thu về phương trình bậc không:
{\displaystyle H^{(0)}\Psi ^{(0)}({\vec {r}}_{1},{\vec {r}}_{2})=E^{(0)}\Psi ^{(0)}({\vec {r}}_{1},{\vec {r}}_{2})}
Phương trình này có thể phân li được và các hàm riêng có thể được viết dưới dạng một tích của các hàm sóng dạng hydro của mỗi electron:
{\displaystyle \Psi ^{(0)}({\vec {r}}_{1},{\vec {r}}_{2})=\psi _{n_{1},l_{1},m_{1}}({\vec {r}}_{1})\psi _{n_{2},l_{2},m_{2}}({\vec {r}}_{2})}
Các trị riêng tương ứng (trong hệ a.u.):
{\displaystyle E_{n_{1},n_{2}}^{(0)}=E_{n_{1}}+E_{n_{2}}=-{\frac {Z^{2}}{2}}{\Bigg [}{\frac {1}{n_{1}^{2}}}+{\frac {1}{n_{2}^{2}}}{\Bigg ]}}
Chú ý rằng hàm sóng
{\displaystyle \Psi ^{(0)}({\vec {r}}_{2},{\vec {r}}_{1})=\psi _{n_{1},l_{1},m_{1}}({\vec {r}}_{2})\psi _{n_{2},l_{2},m_{2}}({\vec {r}}_{1})}
cũng là nghiệm khả dĩ của phương trình.
Một sự tráo đổi nhãn số của các electron không làm thay đổi năng lượng của hệ {\displaystyle E_{n_{1},n_{2}}^{(0)}}. Vì các hàm sóng không gian chính xác của nguyên tử hai electron phải hoặc là đối xứng hoặc phản đối xứng đối với phép hoán đổi các tọa độ {\displaystyle {\vec {r}}_{1}} và {\displaystyle {\vec {r}}_{2}} của hai electron nên hàm sóng trong thực tế khi đó phải được tạo bởi các tổ hợp tuyến tính đối xứng (+) và phản đối xứng (-):
{\displaystyle \psi _{\pm }^{(0)}({\vec {r}}_{1},{\vec {r}}_{2})={\frac {1}{\sqrt {2}}}[\psi _{n_{1},l_{1},m_{1}}({\vec {r}}_{1})\psi _{n_{2},l_{2},m_{2}}({\vec {r}}_{2})\pm \psi _{n_{2},l_{2},m_{2}}({\vec {r}}_{1})\psi _{n_{1},l_{1},m_{1}}({\vec {r}}_{2})]}
Thừa số {\displaystyle {\frac {1}{\sqrt {2}}}} là để chuẩn hóa hàm sóng {\displaystyle \Psi _{\pm }^{(0)}}. Để đưa hàm sóng này về dạng một tích của các hàm sóng một hạt, chúng ta sử dụng một thực tế rằng đây là trạng thái cơ bản. Do đó {\displaystyle n_{1}=n_{2}=1,\,l_{1}=l_{2}=0,\,m_{1}=m_{2}=0}. Và do đó {\displaystyle \psi _{-}^{(0)}} triệt tiêu, phù hợp với nguyên lý Pauli phát biểu rằng hai fermion không thể cùng chiếm một trạng thái lượng tử. Nói một cách khác do trạng thái cơ bản là trạng thái mà hai electron cùng chiếm một orbital không gian 1s nên chúng phải có spin đối song, tức là hàm spin nguyên tử là phản đối xứng, trong khi đó do tính chất phản đối xứng của hàm sóng đầy đủ (spin-orbital) của các fermion nên hàm sóng không gian của nguyên tử lại phải đối xứng. Như vậy hàm sóng nguyên tử heli có thể viết
{\displaystyle \Psi _{1s}^{(0)}({\vec {r}}_{1},{\vec {r}}_{2})=\psi _{1s}({\vec {r_{1}}})\psi _{1s}({\vec {r_{2}}})={\frac {Z^{3}}{\pi }}e^{-Z(r_{1}+r_{2})}}
trong đó {\displaystyle \psi _{1}} and {\displaystyle \psi _{2}} sử dụng các hàm sóng AO 1s dạng hydro. Đối với heli, Z = 2 nên
{\displaystyle E_{1s}^{(0)}=E_{n_{1}=1,\,n_{2}=1}^{(0)}=-Z^{2}{\text{ a.u.}}}
trong đó {\displaystyle E_{1s}^{(0)}=-4} a.u. ({\displaystyle \simeq -108.8eV}), tương ứng với một thế ion hóa {\displaystyle I^{(0)}=2} a.u. ({\displaystyle \simeq 54.4eV}). Giá trị thu được từ thực nghiệm là {\displaystyle E_{1s}=-2.90} a.u. ({\displaystyle \simeq -79.0eV}) và {\displaystyle I=0.90} a.u.  ({\displaystyle \simeq 24.6eV}).
Năng lượng mà chúng ta đã thu được là quá thấp bởi vì số hạng đẩy giữa các electron có tác dụng tăng mức năng lượng đã bị bỏ qua. Khi Z trở nên lớn hơn, cách tiếp cận của chúng ta sẽ cho những kết quả tốt hơn vì các số hạng đẩy giữa các electron sẽ trở nên nhỏ hơn. 
Cho tới đây một sự gần đúng các hạt độc lập hết sức thô thiển đã được sử dụng, trong đó số hạng đẩy electron-electron bị bỏ qua hoàn toàn. Việc tách toán tử Hamilton như được chỉ ra dưới đây sẽ cải thiện các kết quả:
{\displaystyle H={\bar {H}}^{(0)}+{\bar {H}}^{(1)}}
trong đó
{\displaystyle {\bar {H}}^{(0)}=-{\frac {1}{2}}\nabla _{r_{1}}^{2}+V(r_{1})-{\frac {1}{2}}\nabla _{r_{2}}^{2}+V(r_{2})}
và
{\displaystyle {\bar {H}}^{(1)}={\frac {1}{r_{12}}}-{\frac {Z}{r_{1}}}-V(r_{1})-{\frac {Z}{r_{2}}}-V(r_{2})}
V(r) là một thế xuyên tâm được chọn sao cho hiệu ứng nhiễu loạn {\displaystyle {\bar {H}}^{(1)}} là nhỏ. Hiệu ứng thực của mỗi electron lên chuyển động của electron còn lại đó là sự che chắn một phần điện tích hạt nhân, do đó một dự đoán đơn giản cho V(r) là
{\displaystyle V(r)=-{\frac {Z-s}{r}}=-{\frac {Z_{e}}{r}}}
trong đó s là một hằng số chắn và đại lượng Ze là điện tích hiệu dụng. 
Đây là một thế năng tương tác Coulomb, cho nên các năng lượng tương ứng của mỗi electron được cho bởi
{\displaystyle E_{1}=-(Z-s)^{2}=-Z_{e}^{2}}
và hàm sóng tương ứng
{\displaystyle \Psi _{1s}(r_{1}\,r_{2})={\frac {Z_{e}^{3}}{\pi }}e^{-Z_{e}(r_{1}+r_{2})}}
Nếu Ze bằng 1.70 thì sẽ làm cho biểu thức đối với năng lượng trạng thái cơ bản của heli ở trên phù hợp với giá trị thực nghiệm E1 = -2.903 a.u.. Vì trong trường hợp này Z= 2 nên hằng số chắn sẽ là s = 0.30. Đối với trạng thái cơ bản của heli, hiệu ứng chắn của mỗi electron lên electron kia tương đương với khoảng {\displaystyle {\frac {1}{3}}} đơn vị điện tích.  Các phương pháp biến phân đã được hiệu chỉnh với độ chính xác rất cao cho một cơ chế toàn diện của các trạng thái lượng tử bởi GWF Drake và đồng nghiệp cũng như JD Morgan III, Jonathan Baker và Robert Hill bằng cách sử dụng các hàm Hylleraas hoặc Frankowski- Pekeris cơ bản. Lưu ý rằng cần phải bao gồm các hiệu chỉnh về điện động tương đối và lượng tử để ăn khớp hoàn toàn được với các thử nghiệm ở độ chính xác quang phổ.